# Joaquín Espert
Joaquín Espert Pérez-Caballero (Logroño, 11 de septiembre de 1938-Logroño, 14 de junio de 2023) fue un abogado y político español, que ejerció como presidente de la comunidad autónoma de La Rioja entre 1987 y 1990.

## Biografía
Nació en Logroño el 11 de septiembre de 1938, hijo de madre logroñesa y padre valenciano. En 1962, se tituló en la Universidad de Valencia como abogado obteniendo la Cruz de San Raimundo de Peñafort.
Primero secretario general de AP de La Rioja (España), el 6 de diciembre de 1984, en una votación de AP de La Rioja se proclamó con el 72,66% de los votos a favor, como nuevo presidente de AP de La Rioja y candidato a presidir La Rioja en 1987.

## Presidente de La Rioja
Cuando el PSOE ganó las elecciones en el Parlamento de La Rioja de 1987, pero sin mayoría absoluta, el PRP y el CDS, hizo un pacto con él, que se rompió en 1990, tras dos años de gobierno, y comenzó gobernando solo en minoría, donde se aprobaron leyes revolucionarias para aquella época, y a la vez redujo el déficit autonómico al 2,4%, y aumentó el Servicio Sanitario en 1989. En 22 de noviembre de 1989, el PSOE riojano encabezado por el ex-consejero de Interior del Gobierno Riojano, José Ignacio Pérez Sáenz, pactó una moción de censura que puso fin al gobierno de Joaquín Espert, contando para ello con el PRP y los dos diputados del CDS, que desoyendo las directrices de su partido, renunciaron al CDS y pasaron a pertenecer al PRP.

## Cargos desempeñados
- Diputado del Parlamento de La Rioja (1979-1991)
- Presidente del Parlamento de La Rioja (1982-1983, legislatura constituyente)
- Presidente de la Comunidad Autónoma de La Rioja (1987-1990)
- Presidente del PP de La Rioja (1988-1993)
- Senador por La Rioja (1993-2004)
- Consejo Consultivo de La Rioja. Presidente (junio de 2001-24 de febrero de 2022)